# Pieter van Musschenbroeck
Petrus (Pieter) van Musschenbroeck (Leiden, 14 maart 1692 – aldaar, 19 september 1761) was een Nederlandse medicus, wis- en natuurkundige, meteoroloog en astronoom. Hij was de zoon van Johannes Joosten van Musschenbroek (1660-1707) die in de Nederlanden allerlei nieuwe technische instrumenten vervaardigde, zoals telescopen en microscopen.

## Biografie
Hij was een lid van de patricische familie van Musschenbroek. Na de Latijnse school studeerde hij aan de universiteit van Leiden als leerling en vriend van professor Willem Jacob 's Gravesande, om in 1715 te promoveren tot doctor in de medicijnen. Aansluitend op zijn studie bezocht hij Engeland waar hij de lezingen van John Theophilus Desaguliers en Isaac Newton bijwoonde. Na zijn terugkeer in Nederland introduceerde hij Newtons ideeën en denkbeelden en schreef een aantal lesboeken erover.
Van 1719 tot 1723 was hij hoogleraar in Duisburg waar hij heeft samengewerkt met Gabriel Fahrenheit. In 1723 werd hij benoemd tot hoogleraar aan de universiteit van Utrecht. Daar was hij in 1729 en 1730 rector magnificus. In 1734 werd hij gekozen tot Fellow of the Royal Society en werd hij lid van de Franse Académie des Sciences. In 1739 keerde hij terug naar Leiden waar hij zijn leermeester 's Gravesande opvolgde als hoogleraar wiskunde en wijsbegeerte. In de periode 1743-1744 was hij ook rector van de Universiteit Leiden. Ondanks diverse aanbiedingen van universiteiten uit verscheidene landen bleef hij tot aan zijn overlijden in 1761 verbonden aan deze universiteit.

### Werk
Van Musschenbroeck hield zich vooral empirisch bezig met de leer van de elektriciteit en capillaire werkingen. Verder deed hij proefnemingen om de juiste verdeling van krachten te kunnen bepalen. Hierbij maakte hij gebruik van katrollen en weegschalen. Hij is ook bekend om zijn meteorologische metingen (Utrechtse Smeetoren tussen 1725 en 1740).
Hij was de uitvinder van verschillende natuurkundige instrumenten zoals de tribometer (om de kracht van wrijving te kunnen meten), de atmometer (verdampingsmeter), de pyrometer (een instrument om de uitzetting van metalen door verwarming aan te tonen) en de Leidse fles (de voorloper van de condensator). Deze laatste uitvinding had hij samen met Andreas Cunaeus ontwikkeld. Tijdens zijn experimenten met statische elektriciteit merkte hij op dat geladen voorwerpen in de open lucht hun lading verloren. In een poging om de vonken en lichtflitsen te verzamelen verbond hij een met water gevulde glazen fles aan de elektriseermachine. De keuze voor een fles was niet zo vreemd omdat men in die tijd geloofde dat 'elektriciteit' een onzichtbare vloeistof was die van de ene plaats naar de andere plaats stroomde. Een fles was dus een geschikt middel om deze 'vloeistof' op te slaan. Naderhand bleek dat de Duitser Georg von Kleist ongeveer gelijktijdig een soortgelijke uitvinding had gedaan.
Van Musschenbroeck is waarschijnlijk de eerste persoon die kunstmatig een elektrische schok heeft gekregen. Aan zijn vriend René-Antoine Ferchault de Réaumur schreef hij: "Plotseling begon mijn rechterhand heftig te schudden en heel mijn lichaam trilde als bij liefde op het eerste gezicht."

### Gezinsleven
Op 16 juli 1724 trad Van Musschenbroeck in het huwelijk met Adriana van de Water (1694-1732), de dochter van Willem en Maria Ouzeel. Na haar overlijden hertrouwde hij in 1738 met Helena Alstorphius (1692-1760). Uit zijn eerste huwelijk werden twee kinderen geboren: Maria (1725-1767) en Jan Willem van Musschenbroek (1729-1807).

### Chronologie
- 1708 Voltooide zijn studie aan de Latijnse School
- 1719 Hoogleraar in de wiskunde en de wijsbegeerte (Duisburg)
- 1721 Buitengewoon hoogleraar in de medische wetenschappen (Duisburg)
- 1723 Hoogleraar in Utrecht
- 1726 Schreef zijn in veel talen vertaalde Elementa Physicæ
- 1729 Publiceerde Dissertationes physicae experimentalis et geometricae de magnete
- 1732 Gaf ook lessen in de astronomie (Utrecht)
- 1736 Zijn boek Beginselen der Natuurkunde, beschreven ter dienste der landgenooten, door Petrus van Musschenbroek, waarbij gevoegd is eene beschrijving der nieuwe en onlangs uytgevonden luchtpompen, met haar gebruik tot veele proefnemingen door J.v.M wordt uitgegeven. (J.v.M is Jan van Musschenbroek, zijn broer)
- 1740 Hoogleraar in de wiskunde (Leiden)
- 1746 Uitvinder van de Leidse fles (met Cunaeus en Kleist)
- 1754 Kreeg een ereprofessoraat aan de Keizerlijke Academie van Wetenschappen in Sint-Petersburg.

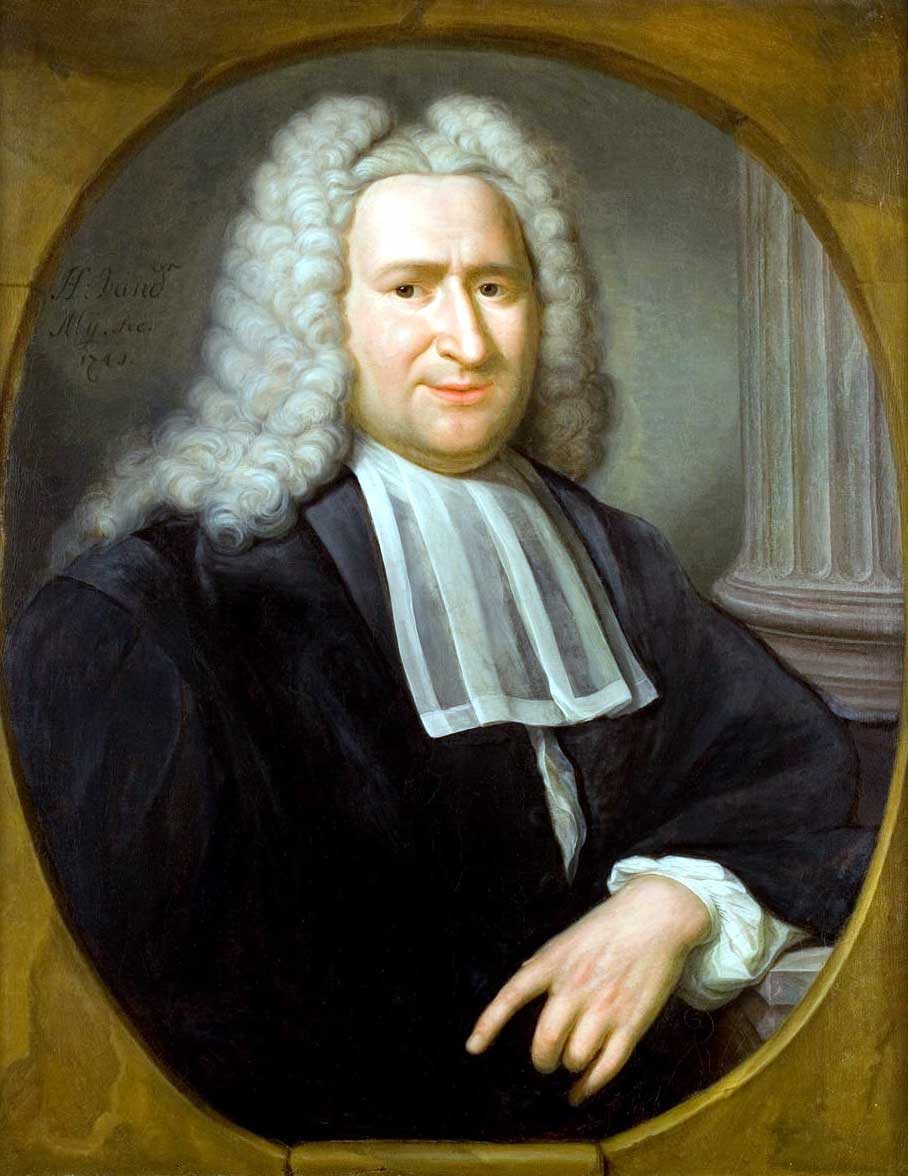
Portret uit 1741
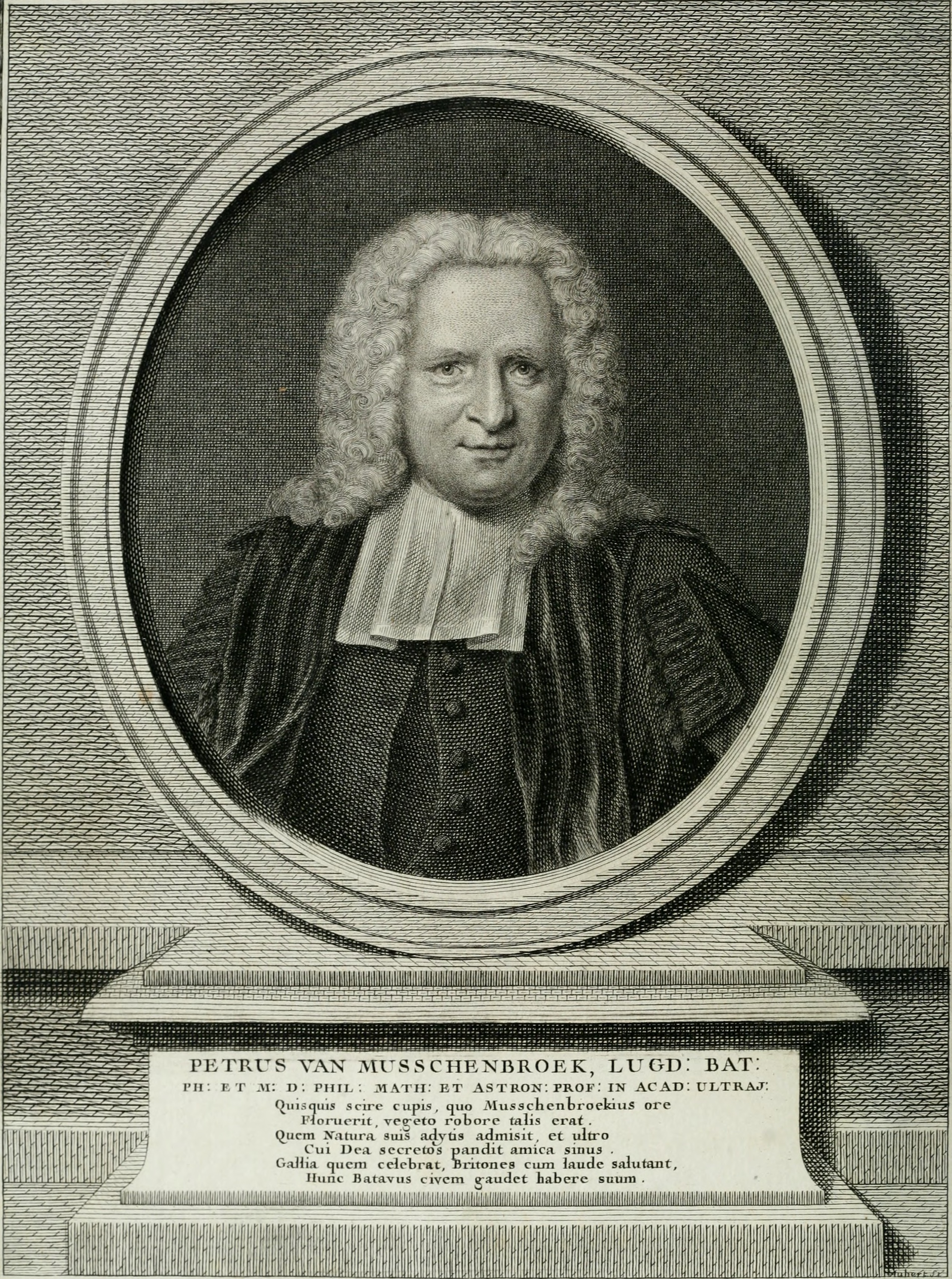
Afbeelding uit 1751.
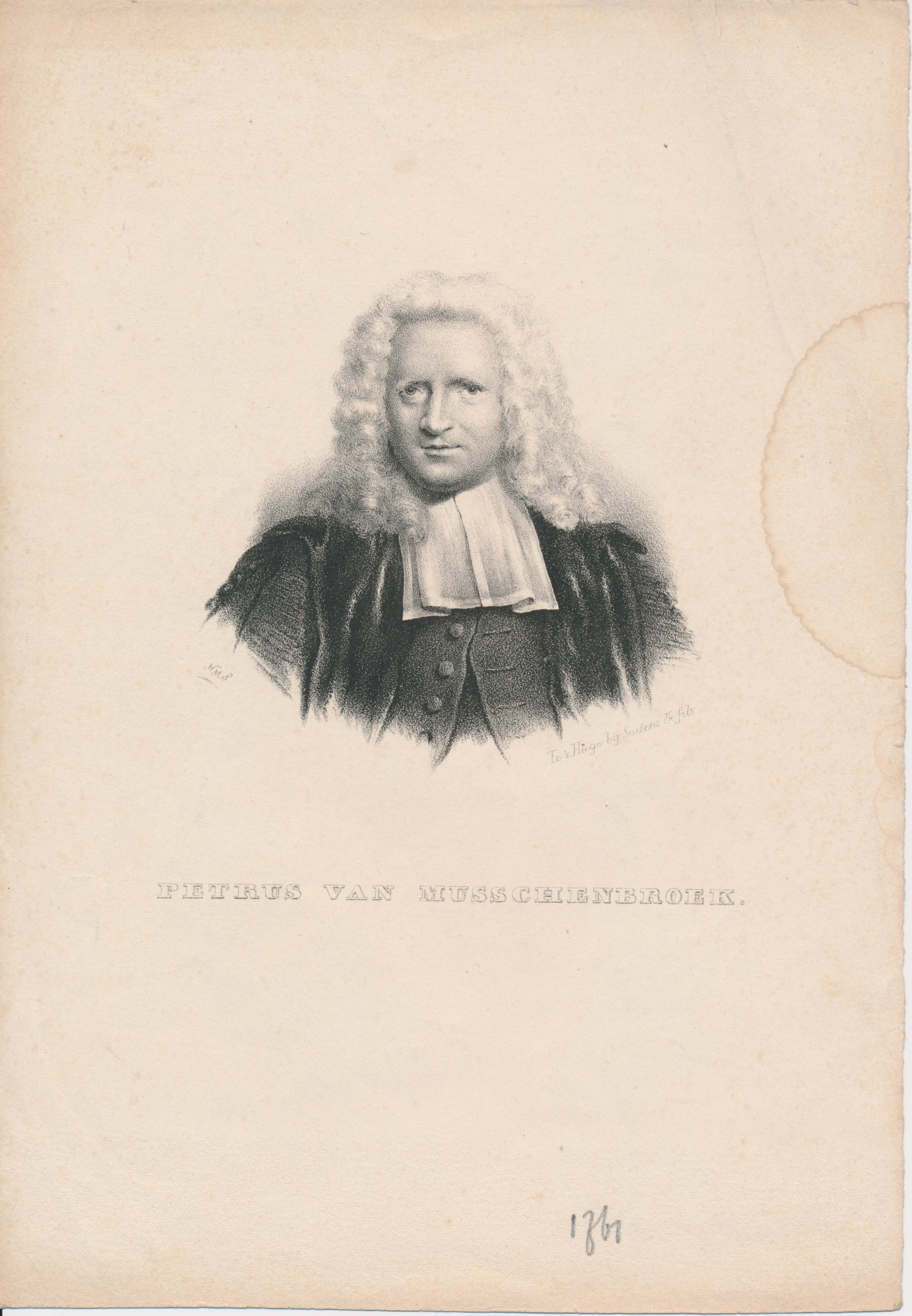
Van Musschenbroeck op een litho, gemaakt tussen 1830 en 1845.

## Werken

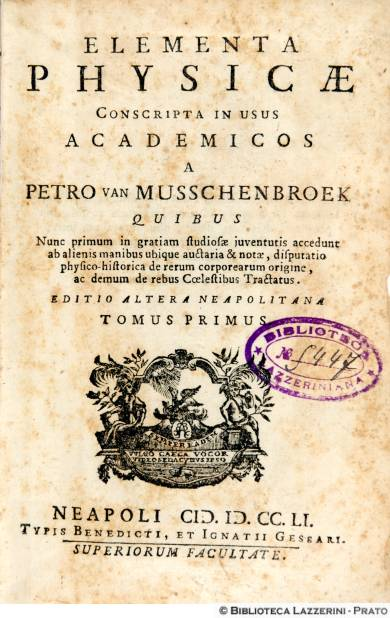
Voorblad Elementa Physicæ

Naast zijn beroemdste werk, met de volledige titel Elementa Physicæ Consripta in uses Academicos, was van Musschenbroeck ook de auteur van de volgende werken:
- Elementa physico-mathematica ad usus academicos (1726)
- Tentamina experimentorum naturalium in Accademia del Cimento (1731)
- De Aeris praestantia in humoribus corporis humani (1739)
- Institutiones physicæ (1748)
- Compendium physicae experimentalis (1762)
- Institutiones logicæ (1764)